# Ulysses (singolo)
Ulysess è il primo singolo dell'album Tonight: Franz Ferdinand della band indie-rock scozzese Franz Ferdinand del 2009.

## Il singolo
Il brano è uscito come singolo promotore dell'album del 2009, il 19 gennaio dello stesso anno. Il pezzo era già stato presentato nel 2007 al Hey You Get Off My Pavement Festival in Glasgow. Ha ricevuto il primo airplay in novembre/dicembre 2008, prima di debuttare come download digitale in USA e Canada e poi in Europa, sulla piattaforma digitale iTunes.
La cover del singolo fa parte di una serie di foto che la band ha scattato nel corso dei suoi viaggi, che rappresentano scene di (falso) omicidio ai danni dei componenti della band. Sulla cover di Ulysses è rappresentato il componente Alex Kapranos morto sulla strada di Brooklyn.

## Tracklist & Formati
- CD RUG314CD

1. "Ulysses" - 3:13
2. "New Kind of Thrill" - 4:28
3. "Ulysses" (Beyond the Wizard's Sleeve Re-Animation) - 6:13

- 7" RUG314

1. "Ulysses"
2. "Anyone in Love" - 2:44

- 7" RUG314X

1. "Ulysses"
2. "You Never Go Out Anymore" - 2:05

- AUS CD 88697459512

1. "Ulysses"
2. "New Kind Of Thrill"
3. "Anyone In Love"
4. "You Never Go Out Anymore"
5. "Ulysses (Beyond The Wizard's Sleeve Re-Animation)"

- Download exclusives
  - "Ulysses" (Disco Bloodbath Effect) - 8:03
  - "Ulysses" (Mickey Moonlight Remix) - 3:49
  - "Feeling Kind of Anxious" - 6:31

## Classifiche
| Chart                             | Peak position |
| --------------------------------- | ------------- |
| Giappone Singles Chart            | 3             |
| Spagna Singles Chart              | 3             |
| Official Singles Chart            | 20            |
| European Hot 100 Singles          | 32            |
| Svizzera Singles Chart            | 44            |
| Austrian Singles Chart            | 45            |
| Australia Singles Chart           | 62            |
| Canada Hot 100                    | 73            |
| Paesi Bassi Singles Chart         | 74            |
| Cile Singles Chart                | 84            |
| U.S. Billboard Modern Rock Tracks | 20            |

## Collegamenti
- FranzFerdinand.co.uk. URL consultato il 26 aprile 2020 (archiviato dall'url originale il 15 giugno 2006).